# Kissing!! under the mistletoe
『Kissing!! under the mistletoe』（きっしんぐ -）は2003年9月19日に、かつて存在したソフトハウスvalhallaより発売された18禁ノベルアドベンチャーゲーム。

## ストーリー
古賀 光多郎は生まれてこの方、クリスマスというものを祝ったことがない。というのも、彼の実家はクリスマス専門のイベント会社「聖光舎」を営んでおり、
クリスマス時分は商店街のクリスマスセールの宣伝を行う稼ぎ時。子供の時からそんな家業を手伝わされていたからだ。
およそイベント会社にそぐわないまるで任侠な家であり、この時期にしか仕事をしていないので家計は火の車。こんな状況では彼女を作ることもままならず。
そんな余裕のない青春にさよならすべく、今年のクリスマスセールにはキャンギャルを雇おうと提案。
これを口実に女の子とお近づきに…などと浮かれていたら、社員の中居から告げられた衝撃の真実。なんと実家の正体は…。
降ってわいた自分の正体、負わされた使命。そしてキャンギャルに選ばれた女の子との青春の行方はいかに？
- クリスマス、サンタクロースをモチーフとしているが、本作品独自の解釈である。一般的な解釈は、該当項目を参照されたい。

## 登場人物
キャストは非公開。
古賀 光多郎（こが こうたろう）
鎌塚市に住むごく普通だった男子学生。実家はなんとサンタクロースの仕事をフォローすることが本業であり、彼は今年からサンタクロースの後を継ぐことになった。
母は幼少のころ亡くなっている。そのころサンタクロースに母をお願いし、叶わなかった経験を持つ。

### 登場人物 キャンギャル
- ストーリ分岐によりキャンギャル＝攻略キャラが選択される。キャンギャルが一斉に揃うということではない。

泉水 あやか（いずみ-）
身長162 cm 体重45kg B92／W58／H85
光多郎の幼馴染。緩やかなカーブの長髪。心根の優しい穏やかな娘で、身の回りの世話をしている。
キャンギャルを引き受けるが、ポスター撮影にて恋人同士のキスシーンを求められるも拒否。恋人になってくれることを条件に、キスシーンをOKし同時に付き合うことになった。
幼少のころは相思相愛で、クリスマスの願いが叶わなかった光多郎の願いをか叶えるべく、母親になる約束もしている。毎晩胸をもませているのはその名残。もっとも当の光多郎は、細かいことは忘れている。
天宮 イルマ（あまみや いるま）
身長160 cm 体重42 kg B83／W55／H80
光多郎の学校に転校してきた帰国子女。ライム色のシャギー。文化の違いからか、言動にずれがある。男子の注目の的となるがまったく相手にしない。光多郎にだけは反応し、キャンギャルのお願いをしたところ、なぜか引き受けてもらえることに。ついでに同棲することになってしまう。どうも二重人格の気があるが、別人格の時の記憶はない。
高瀬 梓音、李音（たかせ しおん、りおん）
身長157 cm 体重39 kg B84／W54／H82
お金持ちのお嬢様で双子。ゴージャスな長い金髪。とても高飛車で、気まぐれに気に入った相手を奴隷のようにこき使って楽しんでいる。
光多郎のキャンギャルのお願いを引き受ける代わりに、やはり良いようにこき使う。
どうやらサンタクロースにただならぬ興味があるようである。
左目下ほくろが梓音で積極的なタイプ。右目下ほくろが李音で待つタイプ。
塚森 智和(つかもり ちわ)
身長148.5 cm 体重36 kg B80／W57／H78
光多郎の学校の学生会委員長。三つ編み又はツインテール。メガネ使用。神社の娘でもあり、責任感の強い自我を持つにいたった。規律に厳しい彼女であるが、その反動からか極めて乙女チックな性格も併せ持つ。
そんな別の一面を垣間見ることにより、親しく話し合う仲になった。

### その他の登場人物
古賀 凛太郎（こが りんたろう）
光多郎の祖父。イベント会社「聖光舎」の社長。任侠の渋い親分にしか見えないが、本編でのサンタクロース（先代）。必要なことも話さないほど寡黙。体力の限界で光多郎に代を譲ることとなる。
中居 源（なかい げん）
「聖光舎」に住み込みで働く中年。トナカイの着ぐるみをつねに着用、というかトナカイが人間に姿を変えたもの。光多郎を幼少のころから面倒を見ており「ぼっちゃん」と呼ぶ。光多郎をりっぱなサンタクロースにするためならどんな苦労もいとわない。

## システム
前半のキャンペーンガール選択、後半のストーリー進行と分けることができるが、基本はテキストアドベンチャーである。
攻略キャラクターの進行チャートが管理できるようになっており、合計10000ものセーブポイントと合わせ、攻略やCG回収がやりやすい配慮がなされている。

## スタッフ
- プロデュース：竹内"bamboo"博
- 原画：川原　誠
- シナリオ：フロンギストン
  - 主題歌：『K・I・S・S』-Vo.YURIA
  - エンディング：『1224』-Vo.橋本みゆき

## 関連アイテム

### CD
- Kissing!! under the mistletoe オリジナルサウンドトラック
Lantis LACA-5238 2003/12/03
歌：YURIA(K・I・S・S）、橋本みゆき（1224）、全24曲。

- Kissing!! under the mistletoe オリジナルドラマアルバム『アフター クリスマス ラバーズ』 　 
Lantis LACA-5245 2003/12/26
本編のその後を描く全7編のミニドラマ収録。

### ムック
- 『Kissing!! Under the mistletoe ビジュアルファンブック』ソフトバンククリエイティブ、2003年12月27日。ISBN 4-7973-2651-4